# Giovanni Battista Beltrame
Giovanni Battista Beltrame (Camino di Buttrio, ... – ...; fl. XVIII secolo) è stato un agronomo italiano, cittadino della Repubblica di Venezia.
Nel 1789 pubblicò la Dottrina agraria, un manuale di agricoltura pratica in forma di dialogo. La pubblicazione fu curata dall'Accademia di Agricoltura pratica di Udine, che aveva selezionato l'opera di Beltrame tramite un concorso indetto nel 1784 con l'approvazione del Senato della Repubblica di Venezia. Per la sua Dottrina, Beltrame vinse una medaglia d'oro di 40 zecchini.
Come motto iniziale del libro, Beltrame scelse due versi delle Georgiche di Virgilio (1.121-2: pater ipse colendi | haud facilem esse viam voluit).

## Opere
- Giovanni Battista Beltrame, Dottrina agraria del signor Giovanni Battista Beltrame di Camino di Buri nel Friuli. Coronata dalla Pubblica Accademia di Agricoltura pratica di Udine.., Udine, 1789.